# TRMT12
TRMT12‏ (TRNA methyltransferase 12 homolog) هوَ بروتين يُشَفر بواسطة جين TRMT12 في الإنسان.